# Fortuna Sittard
Fortuna Sittard je nizozemský fotbalový klub z města Sittard. Vznikl roku 1968 spojením dvou starších klubů, jež se ocitly v ekonomických problémech: Fortuny 54 (vítěze nizozemského poháru v letech 1957 a 1964, účastníka PVP 1964/65), a Sittardie.
Největším mezinárodním úspěchem klubu je čtvrtfinále Poháru vítězů pohárů v sezóně 1984/85. První nizozemskou ligu klub hrál v letech 1983–1993 a 1996–2002 a vrátil se do ní v roce 2018. V dresu Fortuny nastupoval například Mark van Bommel.

## Úspěchy
- Eerste Divisie: 4× vítěz (1958/59, 1963/64, 1965/66 jako Sittardia a 1994/95 jako Fortuna Sittard)[3]
- Nizozemský fotbalový pohár: 2× vítěz (1956/57 a 1963/64 jako Fortuna 54)[4]